# Peter Okee
Peter Okee (zm. 12 kwietnia 1998 w Gulu) – ugandyjski piłkarz i trener. Reprezentację Ugandy doprowadził do największego sukcesu w historii.
W trakcie kariery piłkarskiej Okee był prawym obrońcą, znanym w ojczyźnie z często wykonywania wślizgów i dalekich wrzutów z autu. W barwach Prisons FC (obecnie Maroons FC) wygrał dwie pierwsze edycje ugandyjskiej ekstraklasy. Był także podstawowym graczem w reprezentacji Ugandy. W 1967 wygrał z nią Puchar Afryki Wschodniej i Środkowej. Rok później uczestniczył z kadrą narodową w Pucharze Narodów Afryki, a późną jesienią został wybrany do nieoficjalnej reprezentacji Afryki Wschodniej na mecz towarzyski z West Bromwich Albion. Podczas spotkania na Nakivubo War Memorial Stadium Okee złamał jednak żebro i musiał pauzować przez kilka tygodni. Po wyleczeniu tego urazu doznał kontuzji kolana, z powodu której w 1969 roku zakończył karierę.
Okee po zakończeniu kariery piłkarskiej został trenerem Prisons FC (już wcześniej był grającym asystentem angielskiego szkoleniowca Billa Kirkhama), a w 1976 roku został mianowany selekcjonerem drużyny narodowej. Jeszcze w tym samym roku Żurawie zdobyły Puchar CECAFA, a sukces ten powtórzyły w kolejnym roku. W 1978 roku Okee doprowadził Ugandyjczyków do największego sukcesu w historii, jakim było zajęcie drugiego miejsca w Pucharze Narodów Afryki 1978. Od tego momentu wyniki reprezentacji znacznie się pogorszyły w wyniku niepokojów politycznych. Najpierw wybuchła Wojna ugandyjsko-tanzańska, a następnie wojna domowa w Ugandzie, a wielu piłkarzy resortowych klubów zostało aresztowanych lub wygnanych. Okee w 1981 roku postanowił więc opuścić kraj i wyjechać do Niemiec, gdzie ukończył kurs trenerski. W 1983 roku wrócił do ojczyzny i na krótko ponownie został selekcjonerem reprezentacji.
Po ponownym odejściu z reprezentacji Ugandy Okee trenował Nile Breweries Jinja, a następnie wyemigrował do Kenii, gdzie prowadził kilka klubów, m.in. Mumias Sugar FC. Po trzynastu latach wrócił do Ugandy, a po kilku tygodniach, 12 kwietnia 1998 roku zmarł w ubóstwie, co przeszło w jego ojczyźnie bez większego echa..